# Женская сборная Колумбии по футболу
Женская сборная Колумбии по футболу представляет Колумбию на международных матчах и турнирах по футболу среди женщин. Контролируется Федерацией Колумбийского Футбола. Является одной из сильнейших сборных Южной Америки. Третья страна континента в истории, прошедшая отбор на Олимпийские игры и чемпионат мира после Бразилии и Аргентины. Также первая испаноязычная страна, вышедшая из группы чемпионата мира. Двукратные финалисты женского Кубка Америки.

## Выступления на международных турнирах

### Чемпионат мира
| Год   | Результат            | Место                | И                    | В                    | Н*                   | П                    | ЗМ                   | ПМ                   |                      |
| ----- | -------------------- | -------------------- | -------------------- | -------------------- | -------------------- | -------------------- | -------------------- | -------------------- | -------------------- |
| 1991  | Не участвовала       | Не участвовала       | Не участвовала       | Не участвовала       | Не участвовала       | Не участвовала       | Не участвовала       | Не участвовала       | Не участвовала       |
| 1995  | Не участвовала       | Не участвовала       | Не участвовала       | Не участвовала       | Не участвовала       | Не участвовала       | Не участвовала       | Не участвовала       | Не участвовала       |
| 1999  | Не квалифицировалась | Не квалифицировалась | Не квалифицировалась | Не квалифицировалась | Не квалифицировалась | Не квалифицировалась | Не квалифицировалась | Не квалифицировалась | Не квалифицировалась |
| 2003  | Не квалифицировалась | Не квалифицировалась | Не квалифицировалась | Не квалифицировалась | Не квалифицировалась | Не квалифицировалась | Не квалифицировалась | Не квалифицировалась | Не квалифицировалась |
| 2007  | Не квалифицировалась | Не квалифицировалась | Не квалифицировалась | Не квалифицировалась | Не квалифицировалась | Не квалифицировалась | Не квалифицировалась | Не квалифицировалась | Не квалифицировалась |
| 2011  | Групповой этап       | 14-е                 | 3                    | 0                    | 1                    | 2                    | 0                    | 4                    |                      |
| 2015  | 1/8 финала           | 12-е                 | 4                    | 1                    | 1                    | 2                    | 4                    | 5                    |                      |
| 2019  | Не квалифицировалась | Не квалифицировалась | Не квалифицировалась | Не квалифицировалась | Не квалифицировалась | Не квалифицировалась | Не квалифицировалась | Не квалифицировалась | Не квалифицировалась |
| 2023  | Ещё не состоялся     | Ещё не состоялся     | Ещё не состоялся     | Ещё не состоялся     | Ещё не состоялся     | Ещё не состоялся     | Ещё не состоялся     | Ещё не состоялся     | Ещё не состоялся     |
| Всего | 1/8 финала           | 2/8                  | 7                    | 1                    | 2                    | 4                    | 4                    | 9                    |                      |

### Олимпийские игры
| Год   | Результат            | Место                | И                    | В                    | Н*                   | П                    | ЗМ                   | ПМ                   |                      |
| ----- | -------------------- | -------------------- | -------------------- | -------------------- | -------------------- | -------------------- | -------------------- | -------------------- | -------------------- |
| 1996  | Не квалифицировалась | Не квалифицировалась | Не квалифицировалась | Не квалифицировалась | Не квалифицировалась | Не квалифицировалась | Не квалифицировалась | Не квалифицировалась |                      |
| 2000  | Не квалифицировалась | Не квалифицировалась | Не квалифицировалась | Не квалифицировалась | Не квалифицировалась | Не квалифицировалась | Не квалифицировалась | Не квалифицировалась |                      |
| 2004  | Не квалифицировалась | Не квалифицировалась | Не квалифицировалась | Не квалифицировалась | Не квалифицировалась | Не квалифицировалась | Не квалифицировалась | Не квалифицировалась |                      |
| 2008  | Не квалифицировалась | Не квалифицировалась | Не квалифицировалась | Не квалифицировалась | Не квалифицировалась | Не квалифицировалась | Не квалифицировалась | Не квалифицировалась |                      |
| 2012  | Групповой этап       | 11-е                 | 3                    | 0                    | 0                    | 3                    | 0                    | 6                    |                      |
| 2016  | Групповой этап       | 11-е                 | 3                    | 0                    | 1                    | 2                    | 2                    | 7                    |                      |
| 2020  | Не квалифицировалась | Не квалифицировалась | Не квалифицировалась | Не квалифицировалась | Не квалифицировалась | Не квалифицировалась | Не квалифицировалась | Не квалифицировалась | Не квалифицировалась |
| 2024  | Ещё не состоялся     | Ещё не состоялся     | Ещё не состоялся     | Ещё не состоялся     | Ещё не состоялся     | Ещё не состоялся     | Ещё не состоялся     | Ещё не состоялся     | Ещё не состоялся     |
| Всего | Групповой этап       | 2/7                  | 6                    | 0                    | 1                    | 5                    | 2                    | 13                   |                      |

### Кубок Америки
| Год   | Результат      | Место          | И              | В              | Н*             | П              | ЗМ             | ПМ             |
| ----- | -------------- | -------------- | -------------- | -------------- | -------------- | -------------- | -------------- | -------------- |
| 1991  | Не участвовала | Не участвовала | Не участвовала | Не участвовала | Не участвовала | Не участвовала | Не участвовала | Не участвовала |
| 1995  | Не участвовала | Не участвовала | Не участвовала | Не участвовала | Не участвовала | Не участвовала | Не участвовала | Не участвовала |
| 1998  | Групповой этап | 6-е            | 4              | 2              | 0              | 2              | 11             | 16             |
| 2003  | 3-е место      | 3-е            | 5              | 2              | 1              | 2              | 12             | 16             |
| 2006  | Групповой этап | 7-е            | 4              | 1              | 1              | 2              | 4              | 11             |
| 2010  | Финалист       | 2-е            | 7              | 4              | 1              | 2              | 19             | 8              |
| 2014  | Финалист       | 2-е            | 7              | 5              | 2              | 0              | 12             | 2              |
| 2018  | 4-е место      | 4-е            | 7              | 3              | 2              | 2              | 17             | 8              |
| Всего | Финалист       | 6/8            | 34             | 17             | 7              | 10             | 75             | 61             |

### Панамериканские игры
| Год   | Результат      | Место          | И              | В              | Н*             | П              | ЗМ             | ПМ             |
| ----- | -------------- | -------------- | -------------- | -------------- | -------------- | -------------- | -------------- | -------------- |
| 1999  | Не участвовала | Не участвовала | Не участвовала | Не участвовала | Не участвовала | Не участвовала | Не участвовала | Не участвовала |
| 2003  | Не участвовала | Не участвовала | Не участвовала | Не участвовала | Не участвовала | Не участвовала | Не участвовала | Не участвовала |
| 2007  | Не участвовала | Не участвовала | Не участвовала | Не участвовала | Не участвовала | Не участвовала | Не участвовала | Не участвовала |
| 2011  | 4-е место      | 4-е            | 5              | 2              | 0              | 3              | 3              | 4              |
| 2015  | Финалист       | 2-е            | 5              | 3              | 1              | 1              | 5              | 5              |
| 2019  | Чемпион        | 1-е            | 5              | 2              | 3              | 0              | 9              | 6              |
| Всего | 1 титул        | 3/6            | 15             | 7              | 4              | 4              | 17             | 15             |

- Ничьи включают игры с сериями послематчевых пенальти.